# Bougligny
Bougligny ist eine französische Gemeinde mit 730 Einwohnern (Stand: 1. Januar 2022) im Département Seine-et-Marne in der Region Île-de-France. Sie gehört zum Arrondissement Fontainebleau und zum Kanton Nemours.

## Geographie
Bougligny liegt etwa zehn Kilometer südwestlich von Nemours und 16 Kilometer östlich von Puiseaux.

### Nachbargemeinden
| Aufferville              | Faÿ-lès-Nemours | Bagneaux-sur-Loing     |
| Maisoncelles-en-Gâtinais | Kompass         | La Madeleine-sur-Loing |
| Chenou                   | Château-Landon  | Souppes-sur-Loing      |

### Gemeindegliederung
Bougligny besteht aus den Ortschaften Foljuif, Le Tillet, La Cuillère, Quenonville, Corbeval und Thiersanville.

## Geschichte
Bougligny wurde im 12. Jahrhundert erstmals urkundlich erwähnt. Ab 1285 war sie im Besitz der Krone.

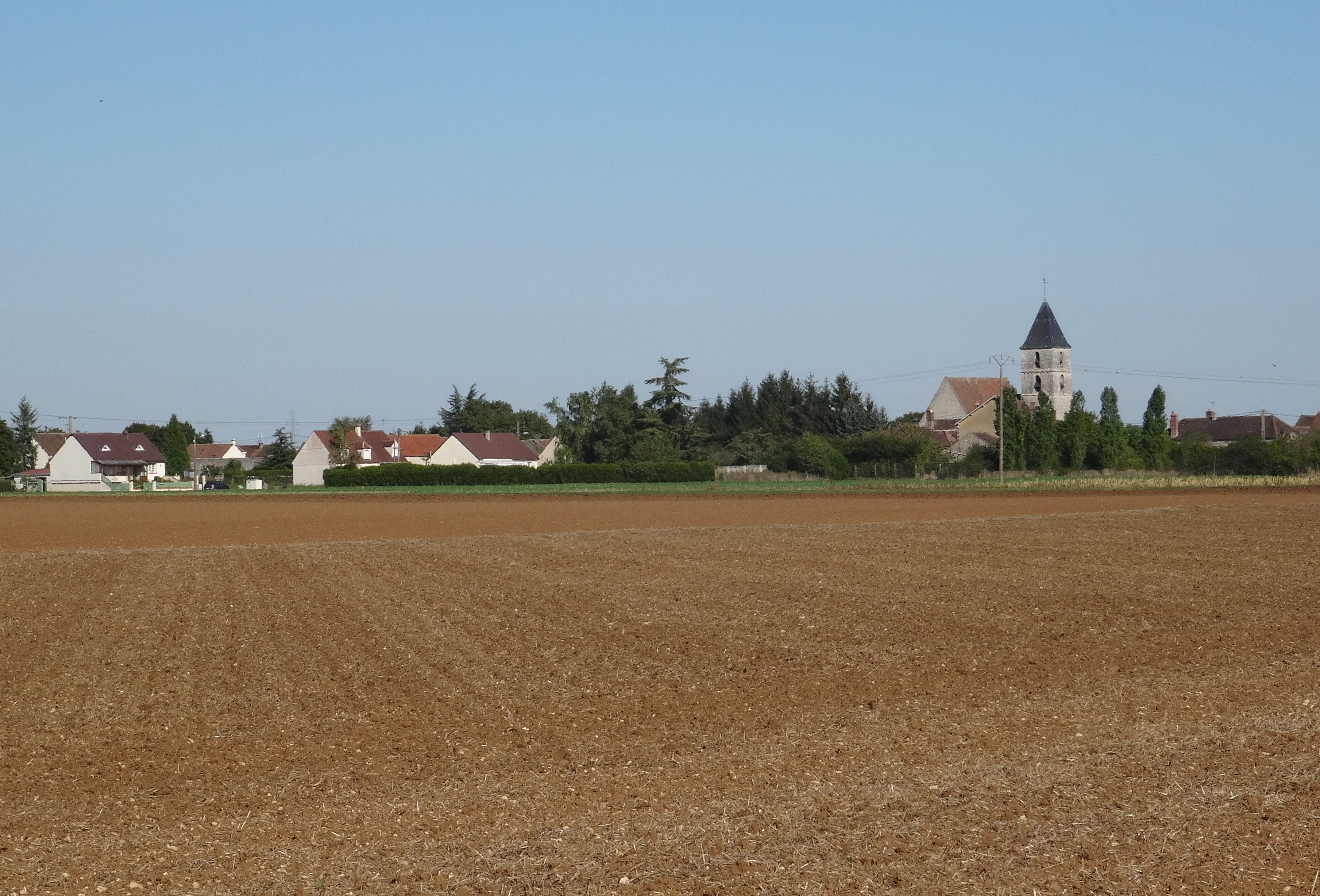
Bougligny
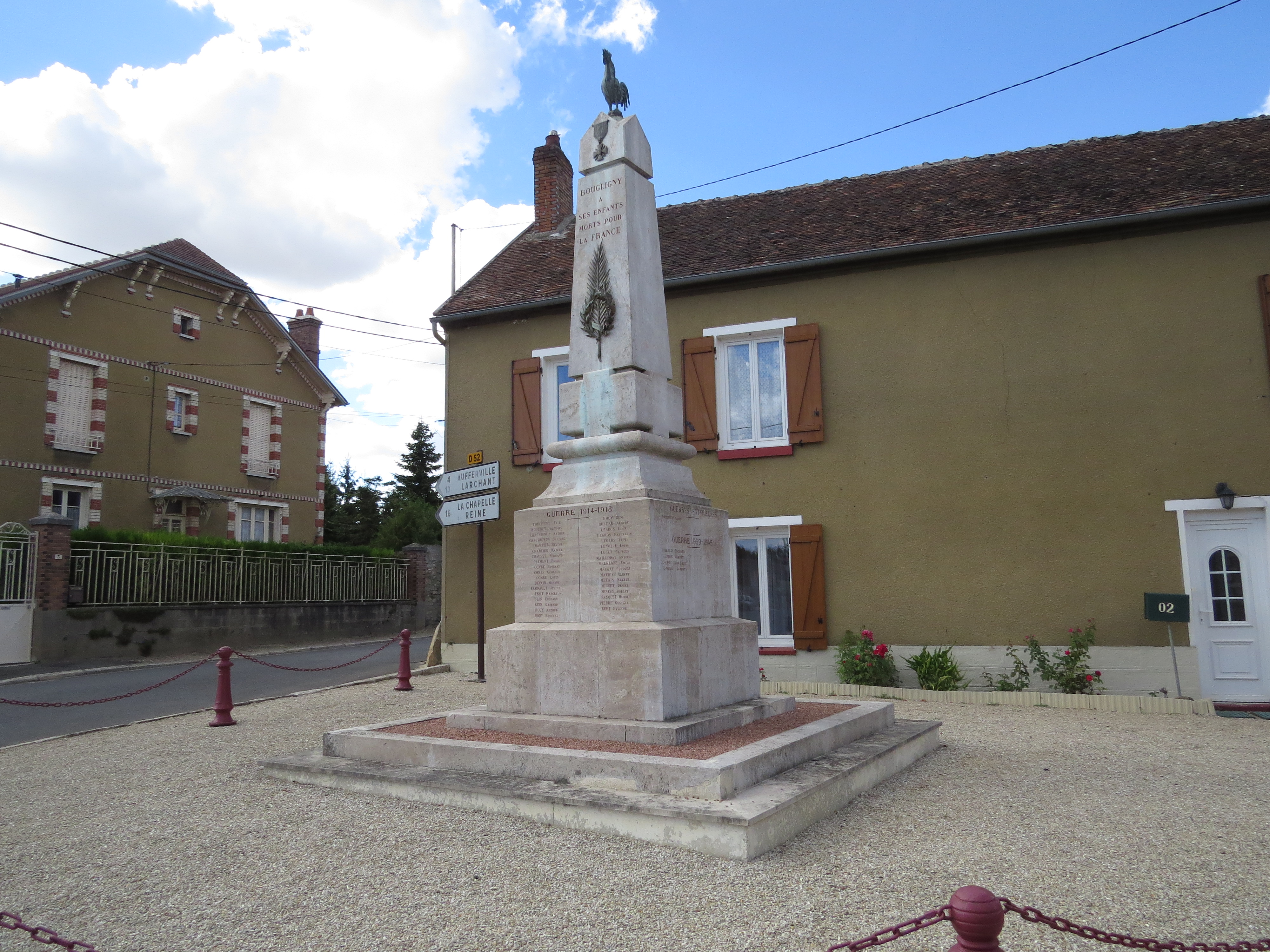
Kriegerdenkmal
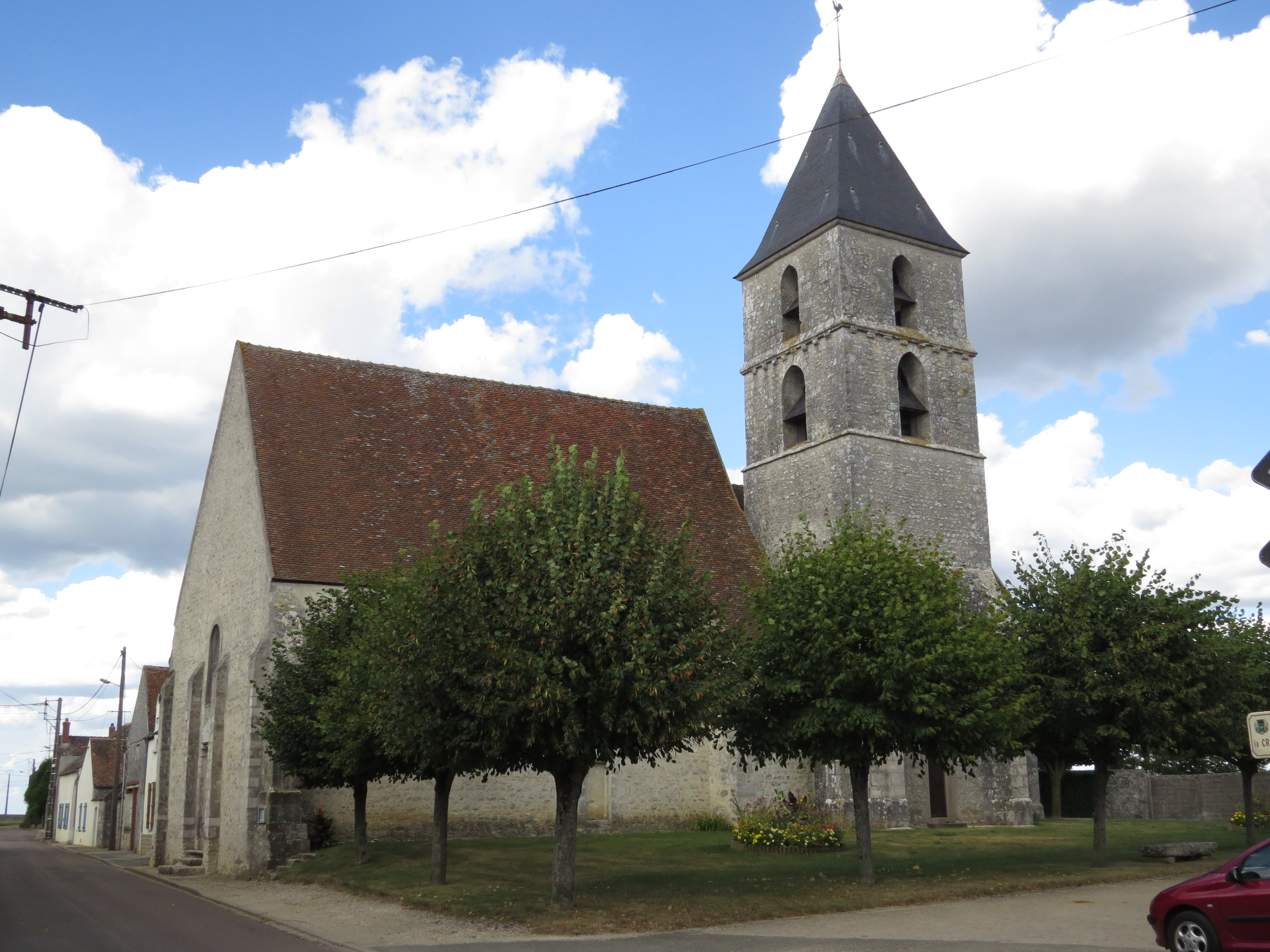
Kirche Nativité-de-la-Sainte-Vierge (Mariä Geburt)

## Bevölkerungsentwicklung
| Jahr      | 1968 | 1975 | 1982 | 1990 | 1999 | 2006 | 2014 | 2020 |
| Einwohner | 564  | 560  | 569  | 644  | 646  | 715  | 732  | 721  |

## Sehenswürdigkeiten
Siehe: Liste der Monuments historiques in Bougligny